# Piąta strona świata (powieść)
Piąta strona świata – debiutancka powieść reżysera Kazimierza Kutza, wydana w 2010 roku przez Społeczny Instytut Wydawniczy „Znak”, opowiadająca o dziejach ludzi zamieszkujących obszar kulturowego pogranicza – Śląska.
Książka składa się z 30 rozdziałów. Powstawała przez 15 lat. Autor inspirował się własnymi doświadczeniami podczas jej tworzenia.
Powieść była nominowana do Nagrody Literackiej Gdynia w kategorii proza w 2011 roku.

## Fabuła
Piąta strona świata jest zbiorem opowieści o regionie i ludziach go zamieszkujących, którzy muszą zmagać się z życiem w miejscu kulturowego pogranicza, jakim jest Śląsk. Akcja dzieje się w Szopienicach (obecnie dzielnica Katowic). 
W narracji nie brakuje powtórzeń oraz dygresji. Narrator snuje opowieść, którą nazywa „umysłowym wymazem”. Forma powieści jest rodzajem gawędy, w której poszczególne historie przeplatają się ze sobą. To zbiór zabawnych, smutnych i wzruszających scenek, opisujących życie robotniczej osady położonej w pobliżu – kilkadziesiąt lat temu – granicy polsko-niemieckiej. Pokazuje obyczaje, mentalność i tęsknotę ludzi za lepszym światem. Narrator opowiada o rodzinie i okolicy, w której się wychował, ale sam ukrywa się w cieniu, nie jest bohaterem książki, a jedynie czymś w rodzaju medium transmitującym zdarzenia z przeszłości.
Autor przedstawił zarówno życie codzienne bohaterów, jak również ich udział w wielu wydarzeniach historycznych, takich jak powstania śląskie czy II wojna światowa. Nieustannie zmuszani do deklarowania swojej przynależności do Niemiec lub Polski, szukają swojego miejsca w świecie. Przedstawiona jest m.in. historia dwóch braci, z których jeden został wysłany do Wehrmachtu, a drugi walczył po stronie polskiej podczas II wojny światowej. 
Powieść określana bywa summą śląskości Kutza. Pokazał w niej lokalny koloryt, ale też dramat miejsca na ziemi, które jak wiele innych obszarów przygranicznych zmieniało państwowość, ulegało przemocy oraz indoktrynacji kulturowej i broniło się przed naporem tym, że tak naprawdę duchowo nie należało do nikogo, wewnętrznie było niepodległe.

## Adaptacja teatralna
Książka doczekała się adaptacji teatralnej w reżyserii Roberta Talarczyka. Od 2013 roku sztukę można oglądać w Teatrze Śląskim im. Stanisława Wyspiańskiego w Katowicach. Spektakl zdobył wiele nagród i wyróżnień, m.in. Złotą Maskę za najlepsze przedstawienie 2014 roku.